# 1087
Cette page concerne l'année 1087  du calendrier julien. Pour l'année 1087 av. J.-C., voir 1087 av. J.-C.
L'année 1087 est une année commune qui commence un vendredi.

## Événements
- 5 janvier : au Japon, abdication de l'empereur Shirakawa (白河院) (1053-1129), monté sur le trône impérial en 1072, qui était le premier fils de l'empereur Go-Sanjo (1034-1073). Début du règne de son fils Horikawa (1087-1107) et du régime des empereurs cloîtrés[1] (fin en 1156).
Le système de l’insei, l’ « empereur retiré », est une sorte d’administration parallèle, organisée autour d’un empereur qui, officiellement, se retire dans un monastère d’où, en principe privé de tout pouvoir, il dirige sa clientèle. Il lui est loisible d’aider, mais aussi de contrer l’empereur régnant ou encore les autres empereurs retirés.
- 9 mai : 
  - Arrivée des reliques de Nicolas de Myre à Bari, ramenées par des marchands de la ville, qui de retour d'Antioche, les ont dérobées près d'Antalya[2].
  - Sacre du pape Victor III[3].
- 30 mai : couronnement à Aix-la-Chapelle de Conrad de Germanie élu à 13 ans roi des Romains[4]. Ceci permet la restitution à Godefroy de Bouillon du duché de basse-Lorraine.
- 7 juillet : incendie de la cathédrale Saint-Paul de Londres[5].
- 1er août[6] : les Petchenègues demandent la paix à l'empereur byzantin Alexis Comnène, qui refuse ; l’armée impériale est détruite à Dristra sur le Danube ; Alexis s’enfuit jusqu’à Berrhoé. Constantinople menacée est sauvée par la discorde entre les Petchenègues et les Coumans qui, arrivés après la bataille, réclament une part du butin[7].
- 6 août : Pise et Gênes battent les berbères Zirides à Mahdia en Tunisie qui libèrent leurs esclaves européens. Le sac de la ville donne un énorme butin évalué à 100 000 dinars d'or[8].
- 9 septembre : mort de Guillaume le Conquérant. Appuyé par son précepteur Lanfranc, Guillaume le Roux est reconnu roi d'Angleterre au détriment de son frère Robert II Courteheuse (1054-1134), qui devient duc de Normandie (fin en 1106)[9].
- 26 septembre[10] : couronnement de Guillaume II le Roux, roi d'Angleterre (fin en 1100).

- Assassinat du roi Sven le Sacrificateur et destruction probable du temple païen d’Uppsala en Suède par le roi Inge Ier[11].
- Révolte des nobles galiciens contre Alphonse VI de León, en raison de droits seigneuriaux (fueros) concédés par le roi au monastère de Sahagún. L'évêque de Compostelle, Diego Peláez, accusé de vouloir livrer le royaume de Galice à Guillaume le Conquérant est déposé par le roi au concile de Husillos en 1088[12].
- Bataille de Fragneto, en Italie : Bohémond de Tarente attaque son demi-frère Roger Borsa près de Bénévent mais est battu.
- Le Royaume de Lavo, dans l'actuelle Thaïlande, sort renforcé d'une invasion birmane du roi Kyanzittha. Sa capitale est transférée de Lopburi à Ayutthaya.

## Naissances en 1087
- Zengi, fondateur de la dynastie zengide en Syrie.
- Acharya Hemachandra, érudit jaïn, poète et polymathe qui a écrit sur la grammaire, la philosophie, la prosodie et l'histoire contemporaine.

## Décès en 1087
- 9 septembre : Guillaume le Conquérant, duc de Normandie, roi d'Angleterre depuis 1066.
- 16 septembre : Victor III, pape[3].
- Al-Zarqali (° 1029) ou Azarchel, astronome et mathématicien andalou.